# Nois dibuixant
Nois dibuixant és una pintura a l'oli realitzada per la pintora sueca Sofie Ribbing el 1866, que es troba a la col·lecció del Museu de Belles Arts de Göteborg a Suècia. L'abril de 2016, la pintura Nois dibuixant va ser seleccionada com una de les deu més grans obres artístiques de Suècia pel projecte Europeana.

## Antecedents
La pintora Sofie Ribbing va estar a l'Escola pictòrica de Düsseldorf juntament amb Karl Ferdinand Sohn en la dècada de 1860, la influència de la qual la va fer decantar-se per la pintura de gènere i el romanticisme ensenyat a l'escola, aplicant una paleta de colors suaus i uniformes.

## Descripció
L'obra va ser pintada a l'oli sobre tela i té les dimensions de 91,5 × 79 cm, no és únicament un dels millors treballs de Ribbing, sinó també en les arts visuals de Suècia de mitjan segle xix. Els Nois dibuixant mostra un realisme quotidià amb una llum suau que il·lumina als nois i crea un ambient discret i relaxat el que fa que sigui més fàcil concentrar-se en el seu treball.